# Nouilly
Nouilly é uma comuna francesa na região administrativa de Grande Leste, no departamento de Mosela. Estende-se por uma área de 2,4 km². Em 2010 a comuna tinha 730 habitantes (densidade: 304,2 hab./km²).